# Hermòcrates de Focea
Hermòcrates de Focea (Hermocrates, Ἑρμοκράτης fou un retòric grec natural de Focea que fou net del sofista Àtal, i va ser deixeble de Claudi Rufí d'Esmirna. Va morir entre els 25 i 28 anys.